# 3e division d'infanterie (France)
Pour la 3e division d'infanterie recréée après 1945, voir 3e division (France). Pour les autres significations, voir 3e division.
La 3e division d'infanterie est une division d'infanterie de l'Armée de terre française qui a participé à la Première Guerre mondiale.
Devenue 3e division d'infanterie motorisée (abréviée en 3e DIM), elle participe à la Seconde Guerre mondiale.

## Commandants
- 9 décembre 1875 : général Schmitz
- 7 août 1877 - 20 mars 1879 : général Dumont
- 25 juin 1884 : général Minot
- 28 octobre 1885 - 21 octobre 1890 : général Delloye
- 30 octobre 1890 : général Mercier
- 28 septembre 1893 - 20 décembre 1895 : général Sonnois
- 26 décembre 1895 - 12 avril 1899 : général de Brye
- 19 mai 1899 : général de Torcy
- 23 septembre 1904 : général Gillet
- 17 juillet 1906 - 30 octobre 1909: général Menetrez
- 22 décembre 1909 : général Boëlle
- 3 décembre 1911 : général Coquet
- 22 décembre 1913 - 31 août 1914 : général Régnault
- 2 octobre 1914 : général Cordonnier
- 19 septembre 1914 : général Caré
- 20 octobre 1914 : général Cordonnier
- 3 février 1915 : général Chrétien
- 22 janvier 1916 - 19 janvier 1919 : Pierre-Émile Nayral Martin De Bourgon
- 11 février 1919 - 15 août 1921 : général Mathieu
- 23 août 1921 : général Gratier
- 27 septembre 1921 - 11 février 1924 : général Douchy
- 24 mars 1926 - 1927 : général Dosse
- 21 juillet 1936 : général Lamson
- 2 septembre 1939 - mai 1940 : général Bertin-Boussu
- 1951 - 1954 :  général Chomel

## La Première Guerre mondiale

### Composition
Infanterie
51e régiment d'infanterie d'août 1914 à l'armistice
72e régiment d'infanterie d'août 1914 à juin 1915
87e régiment d'infanterie d'août 1914 à l'armistice
128e régiment d'infanterie d'août 1914 à novembre 1917
272e régiment d'infanterie de juin 1915 à l'armistice
38e régiment d'infanterie territoriale d'août 1918 à l'armistice
Artillerie
17e régiment d'artillerie de campagne de la mobilisation à l'armistice
102e régiment d'artillerie légère
- - Ve groupe d'artillerie du 1er mars 1918 à l'armistice

Artillerie de tranchée
29e régiment d'artillerie de campagne
- - 121e batterie du 5 février 1917 à l'armistice
  - 171e batterie du 5 février 1917 à l'armistice

Cavalerie
19e régiment de chasseurs
- - 5e escadron de la mobilisation à l'armistice

Génie
3e régiment du génie
- - Compagnie 2/1

### Historique
Mobilisée dans la 2e région.

#### 1914
- 5 – 9 août : transport par voie ferrée (V.F.) dans la région de Stenay.
- 9 – 22 août : couverture entre Marville et Stenay.
- 22 – 24 août : offensive vers le nord ; engagée dans la bataille des Ardennes : combats vers Robelmont et Villers-la-Loue.
- 24 août – 6 septembre : repli sur la Meuse, puis Montmédy.
  - 26 août : arrêt dans la région de Stenay.
  - 27 août : combat vers Cesse (bataille de la Meuse)
  - 29 août : continuation du repli, par Ville-sur-Tourbe et Saint-Mard-sur-le-Mont, jusque vers Heiltz-le-Hutier.
- 6 – 15 septembre : engagée dans la 1re bataille de la Marne.
  - 6 – 12 septembre : bataille de Vitry, combats vers Haussignémont, Étrepy et Pargny-sur-Saulx.
  - 12 septembre : poursuite, par Possesse, Élise-Daucourt et Saint-Thomas-en-Argonne, jusque dans la région de Servon.
- 15 septembre 1914 – 13 janvier 1915 : violents combats vers Servon, puis stabilisation du front et occupation d'un secteur vers le bois d'Hauzy et Bagatelle, réduit à gauche, le 4 octobre, jusqu'à l'Aisne : Guerre des mines.
  - 7 - 11 novembre : attaques allemandes et contre-attaques françaises.
  - 25 novembre : front réduit, à gauche, jusqu'à l'ouest de la route de Vienne-le-Château à Binarville.
  - 30, 31 décembre 1914 et 5 janvier 1915 : nouvelles attaques allemandes et contre-attaques françaises.

#### 1915
- 15 janvier – 8 février : retrait du front ; repos et instruction vers Laheycourt.
- 8 – 19 février : mouvement et transport par camions dans la région de Dommartin-sur-Yévre ; repos.
- 19 février – 12 mars : mouvement vers le front ; engagée, à partir du 21 février, dans la 1re bataille de Champagne : violents combats au nord du Mesnil-lès-Hurlus, vers la cote 196] et les Mamelles. Puis occupation, dans cette région, d'un secteur étendu à gauche, le 1er mars, jusqu'au nord-ouest

du Mesnil-lès-Hurlus.
- 12 mars – 5 avril : retrait du front ; repos vers Dampierre-le-Château, puis, à partir du 22, vers Saint-Mard-sur-le-Mont.
  - 1er avril : mouvement, par Triaucourt et Haudainville, vers Manheulles.
- 5 – 19 avril : engagée dans la 1re bataille de la Woëvre, vers Maizeray et Marchéville.
  - 6, 12 et 13 avril : attaques françaises sur Marchéville.
- 19 – 25 avril : retrait du front et repos à Verdun.
- 25 avril – 26 juillet : occupation d'un secteur vers Trésauvaux et la tranchée de Calonne, par alternance entre les deux brigades : Guerre des mines. Du 26 au 30 avril et du 20 au 30 juin, combats répétés vers la tranchée de Calonne.
  - 17 juillet : violente attaque allemande.
  - 18 et 19 juillet : contre-attaques françaises.
  - 5 au 12 mai, du 21 au 31 mai, du 10 au 19 juin, repos à l'est de Verdun. Front réduit à gauche, le 5 juin, jusqu'au niveau de Champlon, et, le 26 juin, jusqu'au village des Éparges.
- 26 juillet – 1er août : retrait du front et repos au sud de Verdun.
- 1er août – 27 septembre : occupation d'un secteur vers la tranchée de Calonne et Seuzey.
- 27 – 30 septembre : retrait du front et transport par camions vers Somme-Tourbe ; puis mouvement vers Perthes-lès-Hurlus.
- 30 septembre – 26 octobre : engagée dans la 2e bataille de Champagne vers la butte de Tahure, et l'ouest de Tahure :
  - 6 octobre : participation à l'enlèvement de Tahure ; puis occupation et organisation du terrain conquis.
- 26 octobre – 1er décembre : retrait du front et transport par camions de la région de Marson vers celle de Souilly ; repos, travaux et instruction.

#### 1916
- 1er décembre 1915 – 25 juin 1916 : mouvement vers le front et occupation d'un secteur entre le plateau des Eparges (exclu), et le sud de Vaux-lès-Palameix, réduit à gauche, le 15 juin, jusqu'au sud du village des Eparges.
- 25 juin – 23 juillet : retrait du front et regroupement vers Ligny-en-Barrois.
  - 27 juin : transport par V.F. au sud d'Amiens ; repos et instruction.
  - 17 juillet : mouvement vers la région de Proyart ; instruction ; puis mouvement vers le front.
- 23 juillet – 18 août : engagée dans la bataille de la Somme, vers Belloy-en-Santerre.
  - 16 août : prise de la tranchée de Souville.
- 18 – 27 août : retrait du front ; transport par camions dans la région de Maignelay ; repos. Puis transport par camions vers Proyart et mouvement vers le front.
- 27 août – 28 septembre : engagée, pour la seconde fois, dans la bataille de la Somme, entre le sud de Belloy-en-Santerre, et l'est d'Estrées-Deniécourt.
  - 4, 5 et 6 septembre : attaque des tranchées du Poivre.
  - 10 et 15 septembre : attaques allemandes.
  - 17 septembre : attaque française sur la tranchée de Calonne.
- 28 septembre – 26 octobre : retrait du front ; repos vers Nivillers.
  - 15 octobre : mouvement vers la région de Beauvais.
- 26 octobre – 23 décembre : transport par camions vers Proyart, puis occupation d'un secteur à l'est de Berny-en-Santerre.
- 23 décembre 1916 – 27 janvier 1917 : retrait du front, et, à partir du 27 décembre, transport par V.F. dans la région de Toul. Repos, puis instruction au camp de Bois l'Evêque.

#### 1917
- 27 janvier – 8 avril : travaux de 2e position vers Art-sur-Meurthe.
  - 27 février : instruction au camp de Bois l'Evêque, puis, à partir du 12 mars, à Blénod-lès-Toul.
  - 27 mars : transport par V.F. dans la région d'Épernay ; repos et instruction.
- 8 – 17 avril : mouvement vers Concevreux ; préparatifs d'offensive.
  - 15 avril : Bataille du Chemin des Dames, tenue prête, sur les deux rives de l'Aisne, à intervenir ; non engagée.
- 17 avril – 3 juin : mouvement vers Faverolles-et-Coëmy, puis occupation d'un secteur, d'abord vers Loivre et le nord de Godat, puis, à partir du 24 avril, vers le Godat et le mont Sapin.
  - 4, 7 et 9 mai : engagements violents au mont Sapin.
  - 28 mai : front réduit, à droite, jusqu'à la Neuville.
- 3 juin – 2 juillet : retrait du front ; repos à Mareuil-le-Port.
  - 7 juin : mouvement, par Vitry-le-François, vers la région de Revigny ; repos et instruction.
- 2 – 18 juillet : transport par camions vers le front. Éléments aux travaux et éléments en secteur à la cote 304.
- 18 juillet – 2 août : retrait du front, et à partir du 22 juillet, repos vers Saint-Lumier-la-Populeuse.
- 2 – 18 août : transport par camions dans la région Ligny-en-Barrois, Void (éléments en secteur devant Saint-Mihiel, éléments au repos).
- 18 août 1917 – 29 janvier 1918 : mouvement vers la région de Verdun. Des éléments en secteur à la cote 304 participent, le 24 août, à la 2e bataille de Verdun : Prise de la cote 304 et progression jusqu'au ruisseau de Forges.
  - 31 août : occupation d'un secteur vers Béthincourt et Haucourt.

#### 1918
- 24 janvier – 15 février : retrait du front ; puis transport par V.F. dans la région de Tannois ; repos.
- 15 février – 3 avril : occupation d'un secteur vers Haucourt et Avocourt.
  - 17 mars : action locale vers le bois de Malancourt.
- 3 – 28 avril : retrait du front ; puis mouvement vers Tannois.
  - 15 avril : transport par V.F. dans la région ouest de Beauvais, et, le 22 avril, dans celle de Conty. Repos vers Troissereux, puis vers Flers-sur-Noye.
- 28 avril – 12 août : occupation d'un secteur vers Thory et Ainval.
  - 1er juin : front étendu, à droite, jusque vers Grivesnes.
  - 23 juillet : coopération à une attaque franco-britannique (prise de Sauvillers-Mongival).
  - 4 août : poursuite des troupes allemandes en repli sur la rive est de l'Avre ; prise de Braches ; franchissement de l'Avre, prise et occupation de positions allemandes au-delà de la rivière (3e bataille de Picardie).
- 12 août – 26 septembre : retrait du front ; puis repos vers Bonneuil-les-Eaux et Grandvilliers.
  - 29 août : transport par V.F. dans la région de Vanault-les-Dames; repos. Puis mouvement, par Herpont, vers le nord-ouest de Châlons-sur-Marne ; préparatifs d'offensive.
- 26 septembre – 13 octobre : rngagée, vers le Mesnil-lès-Hurlus, dans la bataille de la Somme-Py (bataille de Champagne et d'Argonne) : prise de la Galoche ; franchissement de la Dormoise ; puis poursuite des troupes allemandes jusqu'à l'Aisne, atteinte le 13 octobre, vers Condé-lès-Vouziers.
- 13 – 26 octobre : retrait du front ; regroupement vers Bussy-aux-Bois ; puis transport par camions dans la région de Lunéville.
- 26 octobre – 11 novembre : occupation d'un secteur vers Domèvre et Leintrey ; préparatifs d'offensive.

### Rattachements
Affectation organique : 2e corps d'armée d'août 1914 à novembre 1918
- 1re armée
  - 23 avril – 9 août 1915
  - 22 avril – 28 août 1918
- 2e armée
  - 27 septembre – 27 octobre 1915
  - 26 février – 27 juin 1916
  - 30 juin 1917 – 14 avril 1918
  - 29 août – 4 septembre 1918
- 3e armée
  - 8 janvier – 7 février 1915
- 4e armée
  - 8 août 1914 – 7 janvier 1915
  - 8 février – 3 avril 1915
  - 11 – 29 juin 1917
  - 5 septembre – 19 octobre 1918
- 5e armée
  - 2 – 7 août 1914
  - 19 avril – 10 juin 1917
  - 15 – 21 avril 1918
- 6e armée
  - 28 juin – 4 août 1916
- 8e armée
  - 2 janvier – 26 mars 1916
  - 20 octobre – 11 novembre 1918
- 10e armée
  - 5 août – 26 décembre 1916
  - 27 mars – 18 avril 1917
- Détachement d'armée Gérard
  - 4 – 22 avril 1915
- Détachement d'armée de Lorraine
  - 27 décembre 1916 – 1er janvier 1917
- Région Fortifiée de Verdun
  - 10 août – 26 septembre 1915
  - 28 octobre 1915 – 25 février 1916

## L'entre-deux-guerres
La loi du 13 juillet 1927, sur l’organisation générale de l’armée, et la loi des cadres et effectifs du 28 mars 1928, fixent le nombre des divisions d’infanterie métropolitaines à vingt. Ces dernières sont considérées comme des forces de territoire affectées à la défense du sol métropolitain. Ces grandes unités d’infanterie sont de trois types, dix divisions d’infanterie de type « nord-est », sept divisions d’infanterie motorisées et trois divisions d’infanterie alpine.
La division est stationnée à Amiens. Sa composition est la suivante[réf. nécessaire][Quand ?] :
- 51e régiment d'infanterie : Amiens et Beauvais
- 67e régiment d'infanterie : Soissons et Compiègne
- 91e régiment d'infanterie : Mézières et Givet
- 42e régiment d'artillerie divisionnaire : La Fère
- 6e groupe d'autos-mitrailleuses : Compiègne
- et tous les services (Sapeurs mineurs, télégraphique, compagnie auto de transport, groupe sanitaire divisionnaire, groupe d'exploitation etc.)

En 1935, elle devient 3e division d'infanterie motorisée, sur le type renforcé de la division d'infanterie motorisée (apte au combat dès le début des hostilités).

## La Seconde Guerre mondiale

### Drôle de guerre
La 3e division d'infanterie motorisée est une division d'active placée en réserve de la 2e armée qui doit en premier lieu protéger la ligne Maginot d'une manœuvre de contournement.

### Bataille de France
Formation exceptionnelle au moral excellent - Potentiel à matériel moderne (canons de 25 et 47), dotations réglementaire
La division participe à la bataille de Stonne et du Mont-Dieu.

### Organigramme
Au 10 mai 1940 :
Cavalerie
- 6e groupe de reconnaissance de division d'infanterie : Compiègne, lieutenant-colonel de Langle de Cary, puis à partir du 1er mai 1940 lieutenant-colonel Dufour, fait prisonnier le 18 juin 1940

Infanterie
- 51e régiment d'infanterie : Amiens et Beauvais, lieutenant-colonel Guy
- 67e régiment d'infanterie : Soissons et Compiègne, colonel Salland, puis à partir du 10 mai 1940 : lieutenant-colonel Dupret, fait prisonnier le 15 juin 1940
- 91e régiment d'infanterie : Mézières et Givet, lieutenant-colonel Jacques, fait prisonnier le 18 juin 1940

Artillerie
- 42e régiment d'artillerie divisionnaire : La Fère, colonel Vierne, puis à partir de janvier 1940 lieutenant-colonel Morille
- 242e régiment d'artillerie lourde divisionnaire : Laon, lieutenant-colonel Thomas, puis à partir du 10 juin 1940 commandant Pezet, fait prisonnier le 17 juin 1940
- 10e batterie divisionnaire antichar (du 42e RAD)
- 3e parc d'artillerie divisionnaire
- 3e compagnie d'ouvriers d'artillerie
- 3e section de munitions automobile
- 203e section de munitions automobile

Génie
- compagnie de sapeurs mineurs 3/1
- compagnie de sapeurs mineurs 3/2

Transmissions
- compagnie télégraphique 3/81
- compagnie radio 3/82

Train
- compagnie automobile du quartier général 203/2
- compagnie automobile de transport 303/2

Intendance
- groupe d'exploitation divisionnaire 3/2

Santé
- 3e groupe sanitaire divisionnaire

## Insignes

### Insigne de 1918
La 3e DI est la première division de l'Armée française à faire réaliser un insigne métallique : une grenade enflammée dans un ceinturon portant la devise Qui s'y frotte s'y brûle. Il est fabriqué en 1918 par la maison Mourgeon.

### Insigne de 1939
En 1939, la 3e DIM choisit comme insigne un losange azur chargé d'un fer de hallebarde portant la devise Hardy. Il est fabriqué par Fraisse-Demey.